# بول زيلينشكي
بول زيلينشكي (29 نوفمبر 1911 – 20 فبراير 1966) لاعب كرة قدم ألماني راحل كان يجيد اللعب في خط الوسط .
لعب طوال مسيرته الرياضية في أندية يونيون هامبورن (1930-1939) ماركرسدورف (1939-1945) رابيد كاسل (1945-1946) يونيون هامبورن (1946-1948).
مثل منتخب ألمانيا في 15 مباراة (1934-1936). شارك مع منتخب ألمانيا في بطولة كأس العالم 1934 في إيطاليا حيث احتل المركز الثالث.

## وصلات خارجية
- بول زيلينشكي على موقع الاتحاد الدولي (مؤرشف)  (الإنجليزية)
- بول زيلينشكي على موقع قاعدة بيانات كرة القدم.إي يو (الإنجليزية)
- بول زيلينشكي على موقع ناشيونال فوتبول تيمز (الإنجليزية)
- بول زيلينشكي على موقع Soccerway.com (الإنجليزية)
- بول زيلينشكي على موقع عالم كرة القدم.نت (الإنجليزية)
- سيرة ذاتية